# Sooglossus sechellensis
Sooglossus sechellensis é uma espécie de anfíbio anuro da família Sooglossidae que é endêmica das Ilhas Seychelles, podendo ser encontrada nas ilhas Mahé, Silhouette e Praslin, numa altitude entre 150 e 991 metros do nível do mar. Habita a serrapilheira de florestas úmidas, que podem ser preservadas ou não, e nas suas áreas de entorno.

## Descrição e comportamento
Os machos medem aproximadamente quinze milímetros e as fêmeas vinte milímetros, mas podem atingir 19 e 25 milímetros respectivamente. As regiões dorsais e laterais são dourado-amarronzados com barras e manchas pretas e o seu ventre é branco com pequenas pintas marrom-claras na região do queixo e do tórax. Sua cabeça é larga, geralmente triangular e possui uma mancha preta na parte superior entre os olhos, e sua membrana supratimpânica é oblíqua.
Durante o período chuvoso, os machos vocalizam durante o dia e a noite para atrair as fêmeas, enquanto durante o período das secas, os machos tendem a coaxar durante o dia. Sua vocalização é complexa, consistindo em uma única nota primária, com frequência de 2 660 hertz, seguida por outras quatro notas secundárias. Após a realização do amplexo, a fêmea deposita os ovos em ninhos no chão da floresta e ambos os pais tomam conta deles até a eclosão, que faz com que os filhotes recém-nascidos saiam no ninho e se adiram no dorso dos pais, que tomam conta deles até que possam se alimentar e estejam desenvolvidos. Esse é um caso de desenvolvimento direto, isto é, não sofrem metamorfose, e de cuidado parental.
Se alimentam de pequenos invertebrados que vivem na serrapilheira, como insetos e ácaros.

## Taxonomia e conservação
A espécie foi descrita pela primeira vez em 1896, pelo zoólogo alemão Oskar Boettger, recebendo o nome de Arthroleptis sechellensis. Porém, em 1906, o zoólogo belga George Albert Boulenger considerou que essa espécie, assim como outras, deveriam estar em um gênero a parte, o Sooglossus. Desde 2008, diversos pesquisadores ao realizar análises genéticas das populações das três ilhas, repararam que elas possuíam diferenças significativas, que indicam que a espécie pode se tratar de um complexo específico e ser dividida em outras espécies.
A espécie é considerada como em perigo pela União Internacional para a Conservação da Natureza (IUCN), devido a perda de habitat, causada pela fragmentação das florestas e por incêndios florestais, introdução de espécies exóticas, como a formiga Anoplolepis gracilipes e a árvore Cinnamomum verum, e o aquecimento global, que está causando mudança no regimes de chuvas. Está apresentando queda populacional e é recomendado pela IUCN que sejam feitos monitoramentos das populações e criados programas de reprodução em cativeiro.